# Pöttyös utca (métro de Budapest)
Pöttyös utca est une station du métro de Budapest. Elle est sur la  .